# Kościół św. Anny w Jaktorowie
Kościół świętej Anny w Jaktorowie – rzymskokatolicki kościół parafialny należący do parafii pod tym samym wezwaniem (dekanat Kcynia diecezji bydgoskiej).
Jest to świątynia wzniesiona w latach 1763–1776. Ufundowana została przez Jakuba Łakińskiego. Remontowana była w latach 1863 i 1904 dzięki staraniom Adama Żółtowskiego i księdza Jana Kurocha oraz w latach 1959–1961. W latach 1997–2003 została odrestaurowana.
Budowla jest szachulcowa, jednonawowa, posiada konstrukcję mieszaną: zrębową i na zewnątrz słupowo – ramową wypełnioną cegłą. Świątynia jest orientowana. Jej prezbiterium jest mniejsze w stosunku do nawy, zamknięte jest trójbocznie, przylega do niego zakrystia. Od frontu jest umieszczona wieża osadzona na nawie. Jest ona zwieńczona cebulastym, gontowym, barokowym dachem hełmowym z latarnią. Na wieży znajduje się dzwon odlany w 1713 roku. Kościół nakrywa dach dwukalenicowy, pokryty dachówką. Wnętrze nawy i prezbiterium nakryte są płaskim stropem. Chór muzyczny jest podparty dwoma kolumnami, charakteryzuje się parapetem z prostokątną wystawką w części centralnej, umieszczony jest na nim prospekt organowy. Polichromia została wykonana w 1947 roku. Empora jest ozdobiona namalowanym kartuszem z godłami Polski, Litwy, Rusi i medalionem z Matką Boską Częstochowską. Ołtarz główny powstał w 2 połowie XVIII wieku. Ołtarze boczne posiadają fragmenty z XVII i XVIII wieku. Ambona, konfesjonał i chrzcielnica w stylu barokowym pochodzą z XVIII wieku. Krucyfiks reprezentuje styl rokokowy. Rzeźba Chrystusa Zmartwychwstałego została wykonana w 2 połowie XVIII wieku.